# Santiago Salcedo
Santiago Gabriel Salcedo González (Asunción, Paraguay; 6 de septiembre de 1981), conocido también por su apodo «Sasá», es un futbolista paraguayo. Juega de delantero centro. Su equipo actual es el Club 12 de Junio de la División Intermedia. Es el máximo goleador histórico de la Primera División de Paraguay.
Es hermano del exfutbolista José Domingo Salcedo.

## Trayectoria

### Cerro Porteño
Santiago Salcedo fue goleador de la Copa Libertadores 2005 con 9 tantos, jugando para Cerro Porteño, donde además se mantiene hasta el presente día como el décimo máximo goleador histórico del club con 51 goles marcados en 119 partidos jugados.
Asimismo, su registro como tercer máximo goleador del Ciclón en torneos internacionales, con 16 anotaciones, aún sigue vigente.

### Banfield
Durante la Temporada 2013-2014, con 17 goles en su haber, Salcedo se erigió como goleador del Club Atlético Banfield, club que lograra alzarse con el título de la Primera B Nacional. 

### Sol de América
En el 2015, se consagró goleador del Apertura 2015 de la Primera División de Paraguay con 11 goles convertidos como jugador de Club Sol de América. Posteriormente volvió a adjudicarse el título de goleo en el Clausura 2015 con 19 goles, números que a la postre lo convertirían en el goleador del año de la Primera División de Paraguay con un total de 30 anotaciones.

### Reconocimiento
Su impresionante rendimiento durante la temporada 2015 le valió el reconocimiento como el segundo mejor goleador continental de Primera División de América solo por detrás de Ricardo Oliveira del Santos, quien logró anotar 31 goles en el Brasileirão 2015.

### Goleador de raza
Santiago Salcedo es, además, el futbolista paraguayo con más goles anotados en el Fútbol Argentino en el Siglo XXI, con un total de 66 goles en 218 partidos; de los cuales 48 fueron en Primera División (177 PJ) y 18 en Segunda División (41 PJ).

### Distinción
El 14 de diciembre del 2015, en el evento denominado “Noche de Campeones”, la APF premió a Salcedo con la medalla Arsenio Erico al futbolista paraguayo del año.

### 100 goles
En febrero del 2017 entró en la lista de goleadores históricos que sumaron 100 goles en la Primera División de Paraguay, siendo el segundo máximo goleador de la máxima categoría.

### Máximo goleador histórico
Para el Clausura 2018 fichó por el Club Deportivo Capiatá.
El 28 de octubre del 2018 jugando por Capiatá en el partido contra el Club Olimpia, correspondiente a la fecha 16 del Clausura 2018 convirtió su gol 128, lo que lo posicionó como el máximo goleador histórico de la Primera División de Paraguay, superando los 127 goles de Hernán Rodrigo López.
Actualmente es el máximo goleador en la historia de los torneos paraguayos con 155 tantos.

## Estadísticas
Datos actualizados al 27 de noviembre de 2020.
| Cerro Porteño Paraguay |               |               |     |     |    |    |    |     |     |      |      |
| 1.ª | 2001          | 8             | 1   | -   | -  | 2  | 0  | 10  | 1   | 0,10 |      |
| 1.ª | 2002          | 33            | 10  | -   | -  | 7  | 0  | 40  | 10  | 0,25 |      |
| 1.ª | 2003          | 6             | 2   | -   | -  | 6  | 4  | 12  | 6   | 0,50 |      |
| 1.ª | 2004          | 17            | 3   | -   | -  | 2  | 0  | 19  | 3   | 0,15 |      |
| 1.ª | 2005          | 17            | 9   | -   | -  | 8  | 9  | 25  | 18  | 0,72 |      |
| 1.ª | A-2012        | 18            | 7   | -   | -  | -  | -  | 18  | 7   | 0,39 |      |
| 1.ª | C-2012        | 16            | 7   | -   | -  | 7  | 2  | 23  | 9   | 0,39 |      |
| 1.ª | A-2013        | 14            | 3   | -   | -  | 4  | 0  | 18  | 3   | 0,17 |      |
| 1.ª | C-2013        | -             | -   | -   | -  | 1  | 0  | 1   | 0   | 0,00 |      |
| Total club | Total club    | 129           | 42  | 0   | 0  | 37 | 15 | 166 | 57  | 0,34 |      |
| Ankaragücü Turquía |               |               |     |     |    |    |    |     |     |      |      |
| 1.ª | 2003-04       | 8             | 1   | -   | -  | -  | -  | 8   | 1   | 0,12 |      |
| Total club | Total club    | 8             | 1   | 0   | 0  | 0  | 0  | 8   | 1   | 0,12 |      |
| FC Tokyo Japón |               |               |     |     |    |    |    |     |     |      |      |
| 1.ª | 2005          | 12            | 5   | 2   | 0  | -  | -  | 14  | 5   | 0,35 |      |
| 1.ª | 2006          | 6             | 1   | 4   | 0  | -  | -  | 10  | 1   | 0,10 |      |
| Total club | Total club    | 18            | 6   | 6   | 0  | 0  | 0  | 24  | 6   | 0,25 |      |
| Newell's Old Boys Argentina |               |               |     |     |    |    |    |     |     |      |      |
| 1.ª | A-2006        | 19            | 5   | -   | -  | -  | -  | 19  | 5   | 0,26 |      |
| 1.ª | A-2007        | 18            | 3   | -   | -  | -  | -  | 18  | 3   | 0,17 |      |
| 1.ª | C-2008        | 19            | 9   | -   | -  | -  | -  | 19  | 9   | 0,47 |      |
| 1.ª | C-2009        | 18            | 1   | -   | -  | -  | -  | 18  | 1   | 0,05 |      |
| Total club | Total club    | 74            | 18  | 0   | 0  | 0  | 0  | 74  | 18  | 0,24 |      |
| Chiapas · México |               |               |     |     |    |    |    |     |     |      |      |
| 1.ª | C-2007        | 17            | 0   | -   | -  | -  | -  | 17  | 0   | 0,00 |      |
| Total club | Total club    | 17            | 0   | 0   | 0  | 0  | 0  | 17  | 0   | 0,00 |      |
| River Plate Argentina |               |               |     |     |    |    |    |     |     |      |      |
| 1.ª | A-2008        | 16            | 2   | -   | -  | 2  | 0  | 18  | 2   | 0,11 |      |
| Total club | Total club    | 16            | 2   | 0   | 0  | 2  | 0  | 18  | 2   | 0,11 |      |
| Lanús Argentina |               |               |     |     |    |    |    |     |     |      |      |
| 1.ª | A-2009        | 18            | 6   | -   | -  | 4  | 2  | 22  | 8   | 0,36 |      |
| 1.ª | C-2010        | 16            | 6   | -   | -  | 5  | 2  | 21  | 8   | 0,36 |      |
| 1.ª | A-2010        | 11            | 2   | -   | -  | -  | -  | 22  | 8   | 0,36 |      |
| 1.ª | C-2012        | -             | -   | 1   | 0  | -  | -  | 1   | 0   | 0,00 |      |
| Total club | Total club    | 45            | 14  | 1   | 0  | 9  | 4  | 55  | 18  | 0,32 |      |
| Argentinos Juniors Argentina |               |               |     |     |    |    |    |     |     |      |      |
| 1.ª | C-2011        | 14            | 2   | -   | -  | 6  | 3  | 20  | 5   | 0,25 |      |
| 1.ª | A-2011        | 13            | 7   | -   | -  | 2  | 0  | 15  | 7   | 0,25 |      |
| Total club | Total club    | 27            | 9   | 0   | 0  | 8  | 3  | 35  | 12  | 0,34 |      |
| Banfield Argentina |               |               |     |     |    |    |    |     |     |      |      |
| 2.ª | 2013-14       | 39            | 17  | -   | -  | -  | -  | 39  | 17  | 0,43 |      |
| 1.ª | 2014          | 19            | 6   | 2   | 1  | -  | -  | 21  | 7   | 0,33 |      |
| Total club | Total club    | 58            | 23  | 2   | 1  | 0  | 0  | 60  | 24  | 0,40 |      |
| Sol de América Paraguay |               |               |     |     |    |    |    |     |     |      |      |
| 1.ª | A-2015        | 21            | 11  | -   | -  | -  | -  | 21  | 11  | 0,52 |      |
| 1.ª | C-2015        | 22            | 19  | -   | -  | -  | -  | 22  | 19  | 0,86 |      |
| Total club | Total club    | 43            | 30  | 0   | 0  | 0  | 0  | 43  | 30  | 0,69 |      |
| Libertad Paraguay |               |               |     |     |    |    |    |     |     |      |      |
| 1.ª | A-2016        | 18            | 13  | -   | -  | -  | -  | 18  | 13  | 0,72 |      |
| 1.ª | C-2016        | 19            | 13  | -   | -  | 1  | 0  | 20  | 13  | 0,65 |      |
| 1.ª | A-2017        | 21            | 15  | -   | -  | 5  | 2  | 26  | 17  | 0,65 |      |
| 1.ª | C-2017        | 16            | 5   | -   | -  | 8  | 4  | 24  | 9   | 0,37 |      |
| 1.ª | A-2018        | 13            | 3   | -   | -  | 5  | 2  | 18  | 5   | 0,27 |      |
| Total club | Total club    | 87            | 49  | 0   | 0  | 19 | 8  | 106 | 57  | 0,53 |      |
| Deportivo Capiatá Paraguay |               |               |     |     |    |    |    |     |     |      |      |
| 1.ª | C-2018        | 20            | 12  | 1   | 0  | -  | -  | 21  | 12  | 0,57 |      |
| 1.ª | A-2019        | 11            | 2   | -   | -  | -  | -  | 11  | 2   | 0.18 |      |
| 1.ª | C-2019        | 21            | 9   | 1   | 0  | -  | -  | 22  | 9   | 0.40 |      |
| Total club | Total club    | 52            | 23  | 2   | 0  | 0  | 0  | 54  | 23  | 0.42 |      |
| Guaireña Paraguay |               |               |     |     |    |    |    |     |     |      |      |
| 1.ª | A-2020        | 20            | 5   | -   | -  | -  | -  | 20  | 5   | 0.26 |      |
| Total club | Total club    | 20            | 5   | 0   | 0  | 0  | 0  | 20  | 5   | 0.25 |      |
| San Lorenzo Paraguay |               |               |     |     |    |    |    |     |     |      |      |
| 1.ª | C-2020        | 10            | 3   | -   | -  | -  | -  | 10  | 3   | 0.30 |      |
| 2.ª | 2021          | 13            | 14  | -   | -  | -  | -  | 13  | 14  | 1.07 |      |
| Total club | Total club    | 23            | 17  | 0   | 0  | 0  | 0  | 23  | 17  | 0.73 |      |
| General Caballero JLM Paraguay |               |               |     |     |    |    |    |     |     |      |      |
| 1.ª | A-2022        | 12            | 3   | -   | -  | 6  | 0  | 18  | 3   | 0.25 |      |
| Total club | Total club    | 12            | 3   | 0   | 0  | 6  | 0  | 18  | 3   | 0.17 |      |
| Total carrera | Total carrera | Total carrera | 629 | 242 | 11 | 1  | 81 | 30  | 721 | 273  | 0.37 |
| (1) Incluye datos de la Copa del Emperador, Copa J. League, Copa Argentina, Copa Paraguay. (2) Incluye datos de la Copa Mercosur, Copa Libertadores, Copa Sudamericana. (3) No se consideran goles en encuentros amistosos. |               |               |     |     |    |    |    |     |     |      |      |

### Goles en la Copa Libertadores
| Resultados    | Resultados | Resultados | Resultados           | Lugar           | Estadio                       | Fecha                 | Temporada | Gol(es) |
| ------------- | ---------- | ---------- | -------------------- | --------------- | ----------------------------- | --------------------- | --------- | ------- |
| Cerro Porteño | 3          | 2          | Universidad Católica | Asunción        | General Pablo Rojas           | 6 de febrero de 2003  | 2003      | 2 goles |
| Cerro Porteño | 1          | 1          | Sporting Cristal     | Lima            | Alberto Gallardo              | 12 de marzo de 2003   | 2003      | 1 gol   |
| Cerro Porteño | 2          | 6          | Paysandu             | Ciudad del Este | Antonio Oddone Sarubbi        | 27 de marzo de 2003   | 2003      | 1 gol   |
| Cerro Porteño | 1          | 1          | Palmeiras            | Asunción        | General Pablo Rojas           | 2 de marzo de 2005    | 2005      | 1 gol   |
| Cerro Porteño | 2          | 2          | Santo André          | Santo André     | Bruno José Daniel             | 10 de marzo de 2005   | 2005      | 1 gol   |
| Cerro Porteño | 3          | 1          | Deportivo Táchira    | Asunción        | General Pablo Rojas           | 7 de abril de 2005    | 2005      | 3 goles |
| Cerro Porteño | 3          | 0          | Deportivo Táchira    | San Cristóbal   | Polideportivo de Pueblo Nuevo | 19 de abril de 2005   | 2005      | 2 goles |
| Cerro Porteño | 1          | 0          | Santo André          | Asunción        | General Pablo Rojas           | 28 de abril de 2005   | 2005      | 1 gol   |
| Cerro Porteño | 2          | 1          | Atlético Paranaense  | Asunción        | General Pablo Rojas           | 26 de mayo de 2005    | 2005      | 1 gol   |
| Lanús         | 4          | 1          | Blooming             | Santa Cruz      | Ramón Tahuichi Aguilera       | 25 de febrero de 2010 | 2010      | 1 gol   |
| Lanús         | 1          | 0          | Blooming             | Lanús           | Ciudad de Lanús               | 24 de marzo de 2010   | 2010      | 1 gol   |
| Argentinos    | 3          | 1          | América              | Buenos Aires    | Diego Armando Maradona        | 24 de febrero de 2011 | 2011      | 2 goles |
| Argentinos    | 2          | 4          | Fluminense           | Buenos Aires    | Diego Armando Maradona        | 20 de abril de 2011   | 2011      | 1 gol   |
| Libertad      | 3          | 3          | Sport Boys           | Santa Cruz      | Ramón Tahuichi Aguilera       | 8 de marzo de 2017    | 2017      | 2 goles |
| Libertad      | 2          | 0          | Atlético Tucumán     | Tucumán         | Monumental José Fierro        | 13 de marzo de 2018   | 2018      | 1 gol   |
| Libertad      | 2          | 1          | Peñarol              | Asunción        | Dr. Nicolás Leoz              | 18 de abril de 2018   | 2018      | 1 gol   |

Para un total de 22 goles.

### Goles en la Copa Sudamericana
| Resultados    | Resultados | Resultados | Resultados         | Lugar        | Estadio              | Fecha                    | Temporada | Gol(es) |
| ------------- | ---------- | ---------- | ------------------ | ------------ | -------------------- | ------------------------ | --------- | ------- |
| Lanús         | 1          | 0          | River Plate        | Lanús        | Ciudad de Lanús      | 17 de septiembre de 2009 | 2009      | 1 gol   |
| Lanús         | 1          | 1          | Liga de Quito      | Lanús        | Ciudad de Lanús      | 1 de octubre de 2009     | 2009      | 1 gol   |
| Cerro Porteño | 4          | 0          | O'Higgins          | Asunción     | General Pablo Rojas  | 8 de agosto de 2012      | 2012      | 1 gol   |
| Cerro Porteño | 4          | 0          | Mineros de Guayana | Asunción     | General Pablo Rojas  | 19 de septiembre de 2012 | 2012      | 1 gol   |
| Cerro Porteño | 2          | 4          | Tigre              | Victoria     | José Dellagiovanna   | 8 de noviembre de 2012   | 2012      | 1 gol   |
| Libertad      | 5          | 1          | Huracán            | Buenos Aires | Tomás Adolfo Ducó    | 11 de julio de 2017      | 2017      | 2 goles |
| Libertad      | 2          | 0          | Huracán            | Asunción     | Dr. Nicolás Leoz     | 2 de agosto de 2017      | 2017      | 1 gol   |
| Libertad      | 1          | 0          | Racing Club        | Asunción     | Defensores del Chaco | 24 de octubre de 2017    | 2017      | 1 gol   |

## Palmarés

### Campeonatos nacionales
| Título              | Club           | País      | Año     |
| ------------------- | -------------- | --------- | ------- |
| Primera División    | Cerro Porteño  | Paraguay  | 2001    |
| Primera División    | Cerro Porteño  | Paraguay  | 2004    |
| Primera División    | Cerro Porteño  | Paraguay  | A-2012  |
| Segunda División    | Banfield       | Argentina | 2013/14 |
| Primera División    | Libertad       | Paraguay  | A-2016  |
| Primera División    | Libertad       | Paraguay  | A-2017  |
| División Intermedia | Sol de América | Paraguay  | 2023    |

## Selección nacional
Fue internacional con la Selección Paraguaya Sub-20 que tomó parte del Campeonato Sudamericano realizado en Ecuador en el año 2001, donde Paraguay finalizaría el certamen en el tercer lugar. Posteriormente, Salcedo integra el equipo albirrojo que disputa el Mundial Sub-20 llevado a cabo en Argentina ese mismo año, torneo en el que Paraguay obtiene el cuarto puesto.
En total, Salcedo disputó 6 partidos en la Selección Sub-20 y anotó 1 gol.
Asimismo, fue citado en la Selección mayor en 4 oportunidades disputando únicamente partidos de carácter amistoso.

## Distinciones individuales
| Distinción                                                               | Año             |
| ------------------------------------------------------------------------ | --------------- |
| Décimo máximo goleador histórico del Club Cerro Porteño (51 goles)       | 2001-Actualidad |
| Goleador del Torneo Apertura (9 goles)                                   | 2005            |
| Goleador de la Copa Libertadores (9 goles)                               | 2005            |
| Goleador del Torneo Apertura (11 goles)                                  | 2015            |
| Goleador del Torneo Clausura (19 goles)                                  | 2015            |
| Goleador del año de la Primera División de Paraguay (30 goles)           | 2015            |
| Segundo máximo goleador continental de América (30 goles)                | 2015            |
| Futbolista del año del fútbol paraguayo según la APF                     | 2015            |
| Máximo goleador histórico de la Primera División de Paraguay (150 goles) | 2020            |